# NGC 4390
NGC 4390 este o galaxie spirală barată situată în constelația Fecioara. A fost descoperită în 15 martie 1784 de către William Herschel. Se află la o distanță de 17 megaparseci de Pământ.